# Стратегія
Страте́гія (дав.-гр. στρατηγία, страта тегів — мистецтво полководця) — це загальний, недеталізований план, що охоплює довготривалий проміжок часу, спосіб досягнення важливої мети. Завданням стратегії є ефективне використання наявних ресурсів для досягнення основної мети (стратегія як спосіб дій стає особливо необхідною в ситуації, коли для прямого досягнення основної мети недостатньо наявних ресурсів). Поняття походить від поняття військова стратегія - наука про ведення війни, одна з областей військового мистецтва, вищий його прояв, яке охоплює питання теорії й практики підготовки до війни, її планування та ведення, досліджує закономірності війни.

## Трактування
На думку Карла фон Клаузевіца ведення війни містить у собі два абсолютно різних види діяльності:[джерело?]
- організація окремих боїв і ведення їх;
- пов'язання їх із загальною метою війни.

Першу називають тактикою, другу — стратегією.
Тактика потрібна для того, щоб виграти битву. Стратегія потрібна для того, щоб виграти війну. З другої половини двадцятого століття стратегія як практика і методологія почала розвиватися у сфері бізнесу і поступово набула розвитку у сфері державного управління.

## Стратегія та політика
Військовий теоретик Гельмут Карл Бернхард фон Мольтке розглядав військову стратегію як «практичне застосування засобів, переданих в розпорядження полководця для досягнення поставленої мети», визначаючи, таким чином, стратегію як складову політики, досягнення військової мети — як складову в досягненні мети політичної та підпорядкування військових політикам.
Стратегія походить від військового управління, а політика походить від громадського управління, тому вони доповнюють одна одну, але не підміняють одна одну.
В традиції підміна поняття керування стратегією та політикою стали захисним заходом шпигунства та виділення в суспільстві чи групі, що більшовики застосували у війську штатними політруками та особістами.
Політикою керівники прикривають зловживання, бо як керівники повинні відповідати за кримінальним кодексом, а як політики, можуть свої дії пояснювати мотивуючи політичною доцільністю. Тож треба розрізняти політику та політиканство, як порушення, зловживання чи імітація.

## Стратегія в громадській діяльності
Алгоритм системно-організаційної діяльності включає стратегію і тактику, а тому має застосування в різних видах діяльності, як методологія подвійного призначення.
- Стратегія — головна складова алгоритму системо генезу. Складова основ системології.
- Тактика — виконавча частина управління. За основами системології й алгоритмом системо генезу, чи системно-організаційної діяльності, має детерміністський характер.